# Puerto Paraná (Buenos Aires)

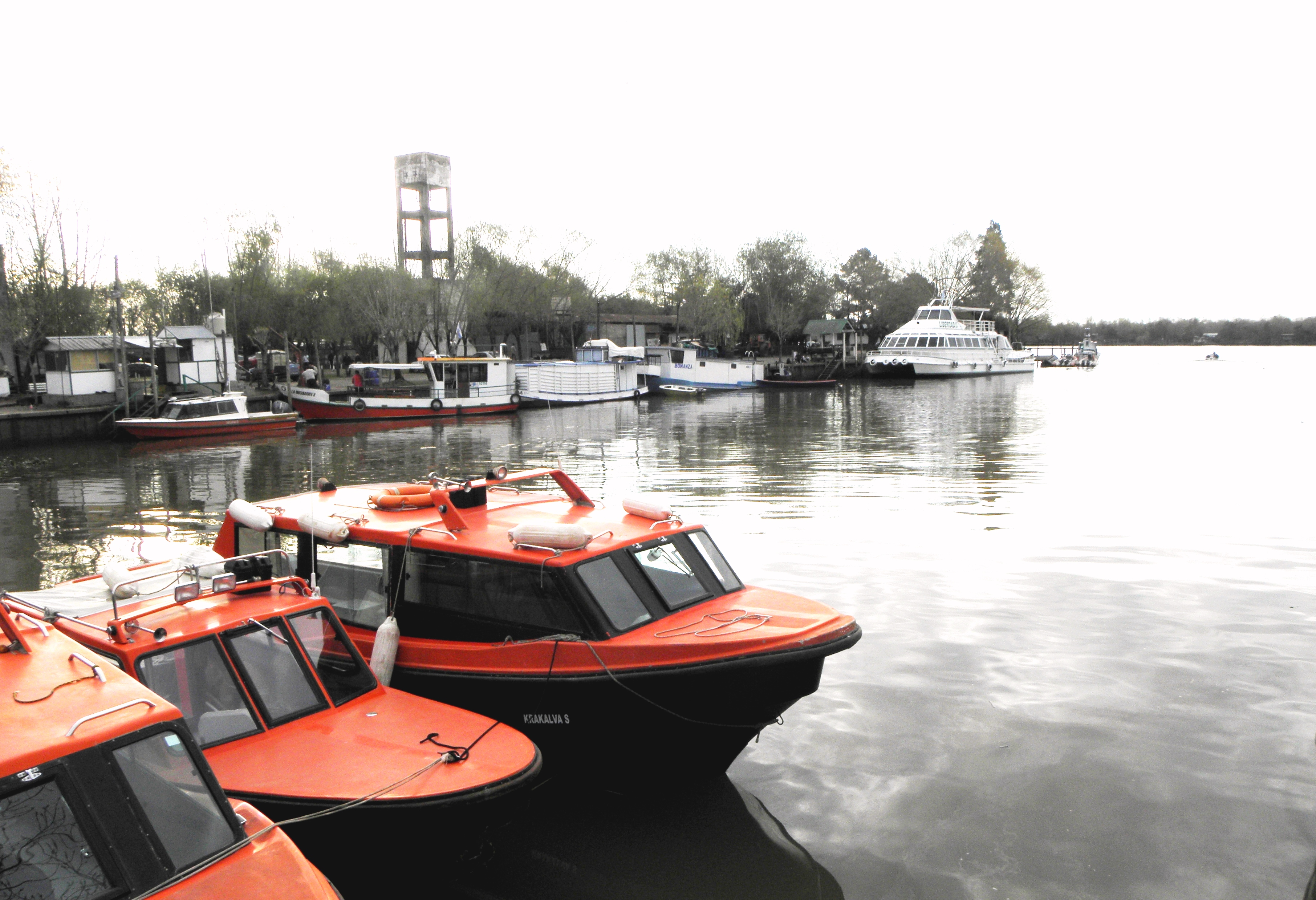
Área portuaria de la localidad de Puerto Paraná.

Puerto Paraná, también llamado Puerto Paraná de las Palmas y Puerto de Escobar, es una localidad del partido de Escobar, en la zona nordeste de la provincia de Buenos Aires, en el centro-este de la Argentina. Se ubica en pleno delta del Paraná, sobre la ribera del km 67 del río Paraná de las Palmas. Se accede por medio de la RP 25, que nace en la ciudad de Pilar, luego de transponer la ciudad de Belén de Escobar, de la que dista 15 km. Se encuentra localizado en las coordenadas: 34°14′48″S 58°43′51″O / -34.24667, -58.73083.

## Historia
Fruto principalmente del impulso del doctor Carlos M. Noel, Se construyó el camino isleño o ruta provincial 25 (el acceso al puerto), y el hoy denominado puente Gobernador Domingo Mercante, sobre el río Luján, llamado así pues fue la última gran obra que inauguró el Coronel Domingo A. Mercante como gobernador de la provincia de Buenos Aires. Se inició la construcción de este puente en el año 1947; la obra estuvo a cargo de la empresa “Prates”. Se terminó en 1949, aunque la inauguración fue el martes 13 de mayo de 1952, conjuntamente con la inauguración de la Ruta 25. De este modo, esta carretera logró unir la ciudad de Belén de Escobar con la ribera del Paraná de las Palmas.
Recién luego de 6 años, el 16 de marzo de 1958, el ministerio de obras públicas de la provincia de Buenos Aires inició las obras de construcción del puerto sobre el Paraná. [cita requerida]
Actualmente está constituido por un espejo de agua de 250 m de largo por 80 m de ancho con una profundidad promedio de 10 pies, posee una unidad de transferencia de granos, la que se halla sobre la margen derecha del río Paraná de la Palmas, entre sus kilómetros 68,5 y 70,5. En 2014 con una inversión de 680 millones de pesos se construyó una planta regasificadora en el puerto, que  aumentó la capacidad de abastecimiento a las usinas eléctricas nacionales en un 48%, al sector industrial en un 23% e incorpora 1 millón y medio de hogares al servicio de redes de gas natural. En 2017 frente al estancamiento de la producción de gas el Ministerio de Energía recurrió al gasoil, gas boliviano y al gas importado de Chile, lo que trajo como consecuencia que el puerto regasificador de Escobar reducira su operatoria en un 50% para 2019.

## Economía
La localidad tiene variadas fuentes económicas. 
Turismo
El turismo es una de las principales fuentes de ingresos. Restaurantes, clubes náuticos, cámpines, recreos, comercios, locales de artículos de pesca, viveros de plantas ornamentales, etc. Destaca la feria de productores y artesanos, generalmente activa los días domingos.
Forestación
La forestación con salicáceas es la principal actividad en el área de influencia. 
Actividad portuaria

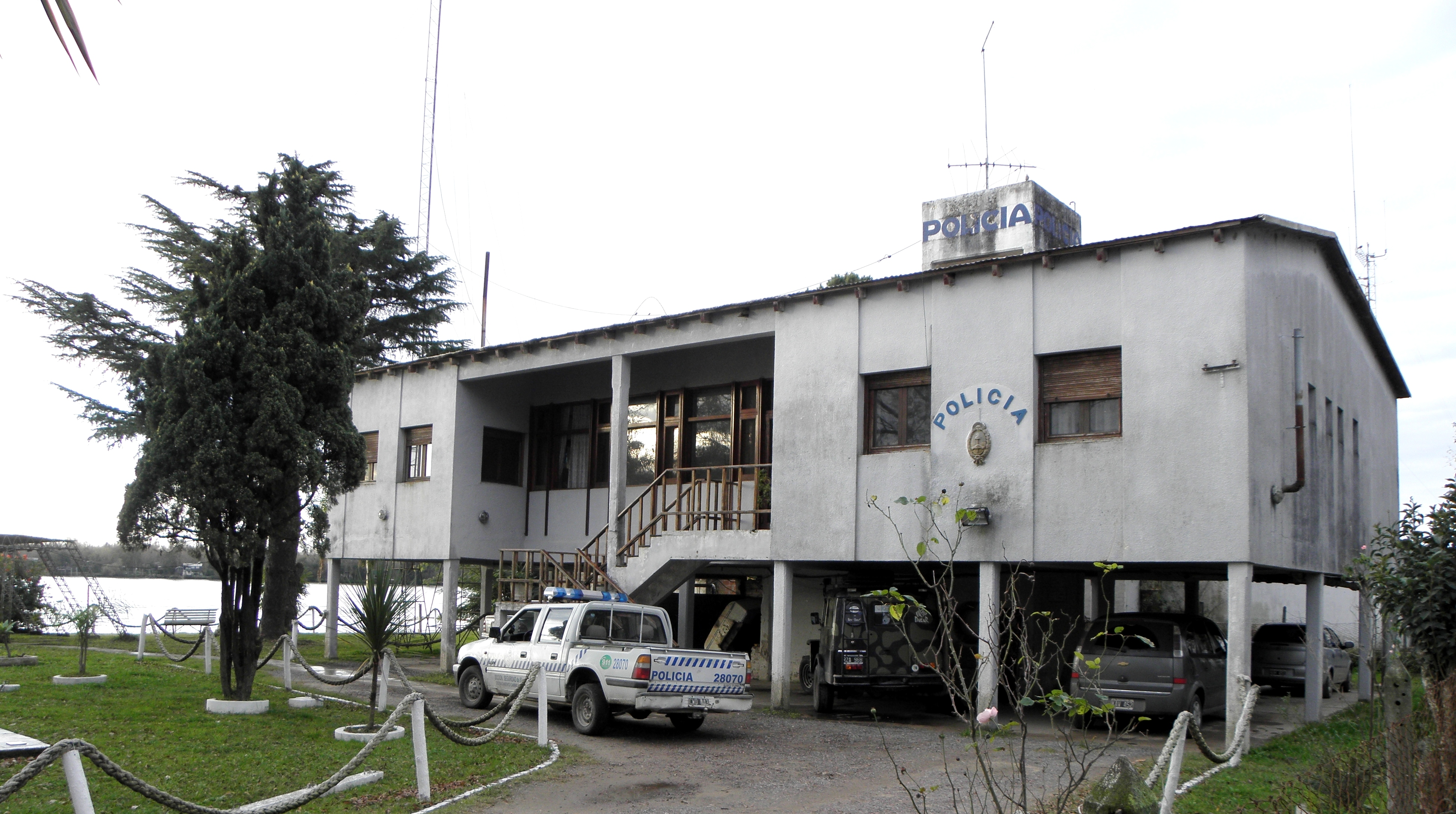
Puesto de la policía bonaerense en Puerto Paraná.

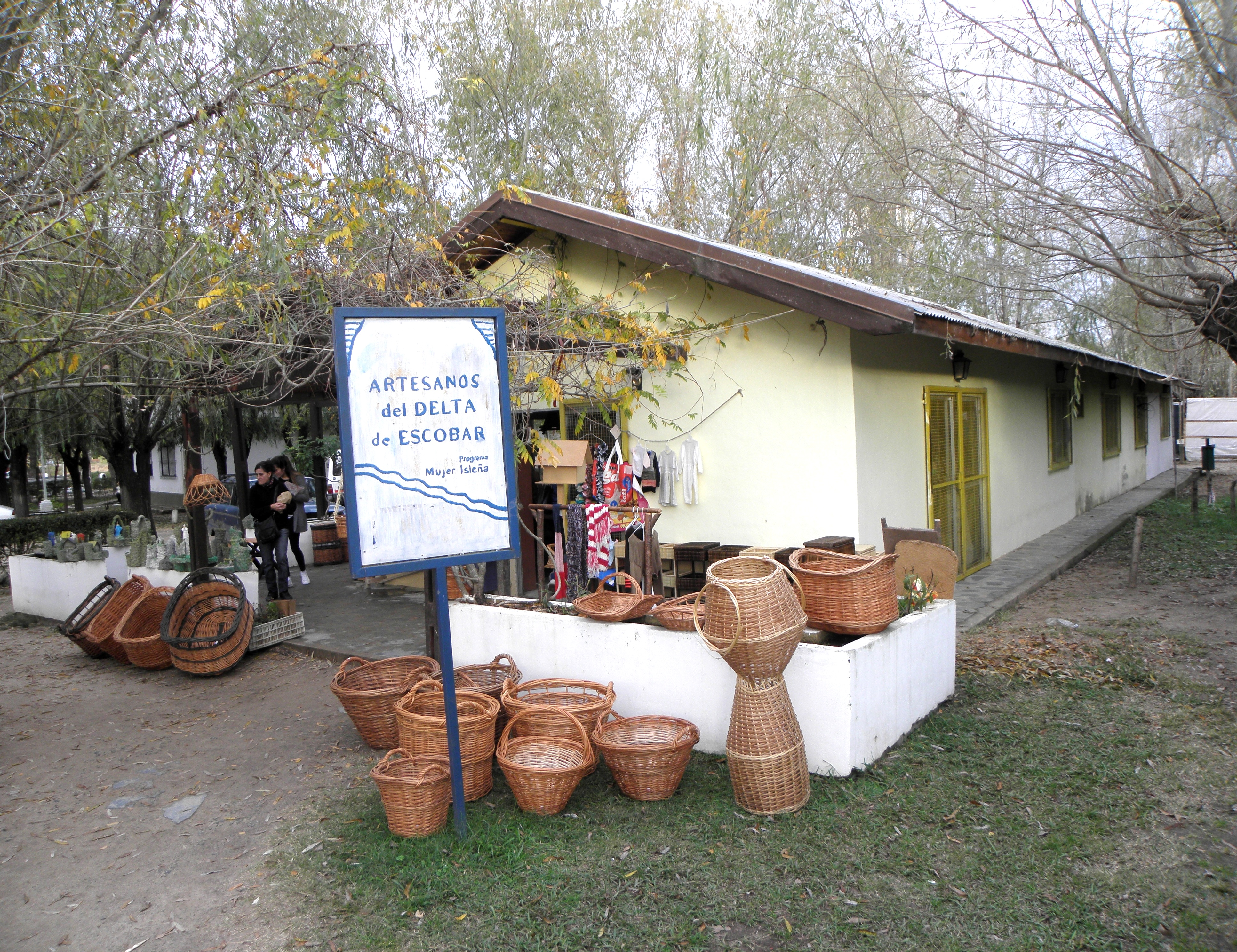
Comercios de artesanías en Puerto Paraná.

La actividad portuaria, se basa en especial en estos ítems: 
- el abastecimiento y transporte entre este puerto y una amplia zona de islas del delta Paraná comprendida no sólo en las del delta escobarense, sino también las de varios municipios;
- La actividad turística, ya sea desde guarderías de lanchas, hasta paseos en catamarán o lanchas colectivo.
- La descarga de arena, que los barcos areneros recolectan de los bancos y bajofondos del Paraná.
- La descarga de productos de las islas, en especial maderas, ganado, colmenas, frutas, mimbre, etc.
- Una enorme playa de reparaciones de barcos averiados.

Puerto Regasificador Escobar.
A menos de 2000 metros aguas arriba, por la costa, se encuentra el muelle del importante puerto de Regasificación de gas natural licuado e inyección de gas natural de la provincia de Buenos Aires; en él atracan los enormes barcos nodrizas regasificadores denominados metaneros (de 280 metros de eslora), que traen el gas desde los lejanos países productores. Pertenece a YPF y ocupa una superficie de unas 125 hectáreas en la desembocadura del arroyo Los Yerbales. Fue inaugurado en 2011 por Cristina Kirchner, el intendente de Escobar, Sandro Guzmán y el gobernador bonaerense Daniel Scioli, dichas instalaciones permiten el ingreso de 15 millones de metros cúbicos de Gas Natural Licuado (GNL) para ser regasificado e inyectado al sistema de gas natural del país. En el proyecto se invirtieron más de 800 millones de pesos para obras portuarias y de infraestructura y el tendido de 20 kilómetros de cañerías para conectar la planta regasificadora con la red de gasoductos.

## Presencia de entidades del Estado
En la localidad se encuentran:
- La "Sub Delegación Paraná" de la Secretaría de Desarrollo Social del partido de Escobar (Ruta 25 y Principal Saieg).
- Puesto de la Prefectura Naval Argentina correspondiente a la sección Prefectura de Zona «Delta».
- Puesto de la Policía de la Provincia de Buenos Aires.

## Presencia de entidades civiles
- Club de Remo y Náutica Belén de Escobar
- Club de Pesca Escobar
- Mutual Bomberos Voluntarios
- Recreo Municipal de Escobar
- Club Jardín Náutico Escobar

Cámpines privados
- Quinta Melesi
- Puerto Joy
- El Mal Del Sauce
- El Naranjo
- Camping Los Pinos
- Club de Pescadores Garín
- Camping Costa Brava

## Geografía
La localidad se sitúa en el corazón de la porción bonaerense del delta del Paraná, y se posiciona sobre la margen sur (derecha) del río Paraná de las Palmas, uno de los grandes brazos en que el río Paraná se divide antes de desembocar en el Río de la Plata. Se encuentra en una zona de islas, en el interfluvio Paraná-Luján.
Sobre el frente del Paraná de las Palmas, comprende hasta el arroyo las rosas por el oeste, y por el este hasta el canal arias el cual une los ríos paraná y río lujan el límite de escobar en este canal se encuentra sobre la margen derecha del canal arias entrando desde el río paraná hacia el río lujan. 
Justo frente al puerto, en islas del partido de Campana, se encuentra la desembocadura del arroyo Las Piedras, y frente al nacimiento del Correntino se encuentra la desembocadura del río Carabelas Grandes, que oficia allí de límite entre los partidos de Campana y San Fernando.
Se encuentra a sólo 2 a 4 metros sobre el nivel promedio del río, razón por la cual algunos de sus edificios se han construido sobre palafitos, ya que las aguas durante las sudestadas o crecidas importantes del Paraná pueden inundar sus calles, dándose el alerta cuando alcanza los 3 m, y la orden de evacuación al llegar a los 3,50 m.
Paraná de las Palmas
Allí el Paraná de las Palmas posee una anchura de unos 410 metros. Sus aguas son ricas en especies aptas para la pesca deportiva. Sus aguas son navegadas por grandes barcos transoceánicos, cargados de granos, contenedores, petróleo, etc. Su profundidad se sitúa entre los 17 y los 20 m. 

### Sismicidad
La región responde a la «subfalla del río Paraná», y a la «subfalla del río de la Plata», con sismicidad baja; y su última expresión se produjo el 5 de junio de 1888 (136 años), a las 3.20 UTC-3, con una magnitud en Martínez, aproximadamente de 5,0 en la escala de Richter (terremoto del Río de la Plata de 1888).